# Alfred Ursinus
Alfred Ursinus (* 10. Oktober 1880 in Weißenfels; † 15. April 1966) war ein deutscher Autor, evangelischer Theologe, Philosoph und Oberstudienrat.

## Leben
Ursinus wurde 1880 in Weißenfels an der Saale geboren und besuchte dort das Lehrerseminar bis zur Ablegung der ersten Lehrerprüfung. Später holte Ursinus das Abitur nach und studierte Philologie, Philosophie und Theologie. Danach war er bis 1914 Oberlehrer an dem königlichen Lehrerseminar in Quedlinburg tätig. In dieser Zeit verfasste Ursinus sein vielbeachtetes Werk Einleitung zum Apostolikum, das zunächst nur als seine Doktorarbeit erschien. Von 1915 bis 1925 war er als Direktor am Königlich-Preußischen Seminar (Ludwig-Meyn-Gymnasium) in Uetersen tätig und anschließend Leiter der Aufbauschule in Uetersen. Es folgte die Anstellung als Oberstudienrat an der Theodor-Mommsen-Schule (Gymnasium) im Bad Oldesloe.

## Werke (Auswahl)
- Etwas über Bacon von Verulam vom pädagogischen Standpunkte aus, in: Zeitschrift für Philosophie und Pädagogik Band 11 Jahrgang 1904 Heft 2
- Die Handschriftenverhältnisse der Klage (1908)
- Einleitung ins Apostolikum (Doppelauflage 1910 und 1911)
- Sagen aus Stormarn (1950)